# Tom S. Priestly
Tom S. Priestly (ur. 16 maja 1937 w Kampali) – kanadyjski językoznawca. Zajmuje się lingwistyką tradycyjną oraz socjolingwistyką, zwłaszcza problematyką konserwacji językowej.
Kształcił się w Oksfordzie i Cambridge. Doktoryzował się w 1972 r. na Uniwersytecie Simona Frasera. W 1970 r. objął stanowisko adiunkta na Uniwersytecie Alberty. W 1976 r. został profesorem nadzwyczajnym, a w 1982 r. – profesorem zwyczajnym. Z uczelnią pozostaje związany jako profesor emeritus.
W 2002 r. został odznaczony Orderem Wolności Republiki Słowenii.

## Wybrana twórczość
- O popolni izgubi srednjega spola v selščini: enodobni opis (1984)
- From Phonological Analysis at my Desk to Linguistic Activism with Slovene in the Austrian Alps (2014)